# Бербера
Бербера (на сомалийски Berbera) е град в северозападната част на Сомалия. В днешно време е под контрола на самопровъзгласилата се държава Сомалиленд. От 1870 до 1941 г. е колониална столица на Британска Сомалия. Градът е едно от важните пристанища на Аденския залив.
Строежа на пристанището е завършен през 1969 г. със съдействието на съветски военни инженери. До началото на гражданската война е използвано като военноморска база, а след това от американците. В днешно време се използва като търговско пристанище.
В града има и летище. Свързва се чрез морски път с Аден (Йемен), който е разположен на 225 km на север. Чрез шосеен път се свързва с Харгейса (150 km) и Бурао (120 km), както и със столицата на съседна Етиопия Адис Абеба (790 km). В резултат на Еритрейско-етиопската война през 1998 г. Еритрея затваря етиопското пристанище Асаб. Пристанището на Бербера е основен икономическо-транспортен порт за Етиопия, която няма излаз на море. Това се оказва добър източник на чужда валута за непризнатата държава Сомалиленд.